# Dymaxion-Auto

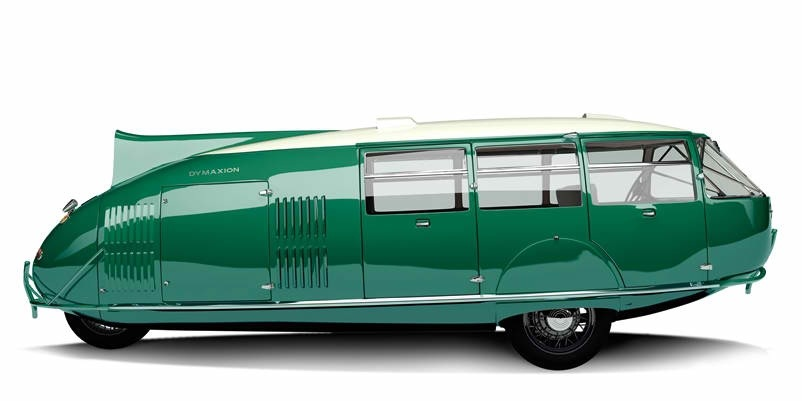
Seitenansicht des Dymaxion-Autos

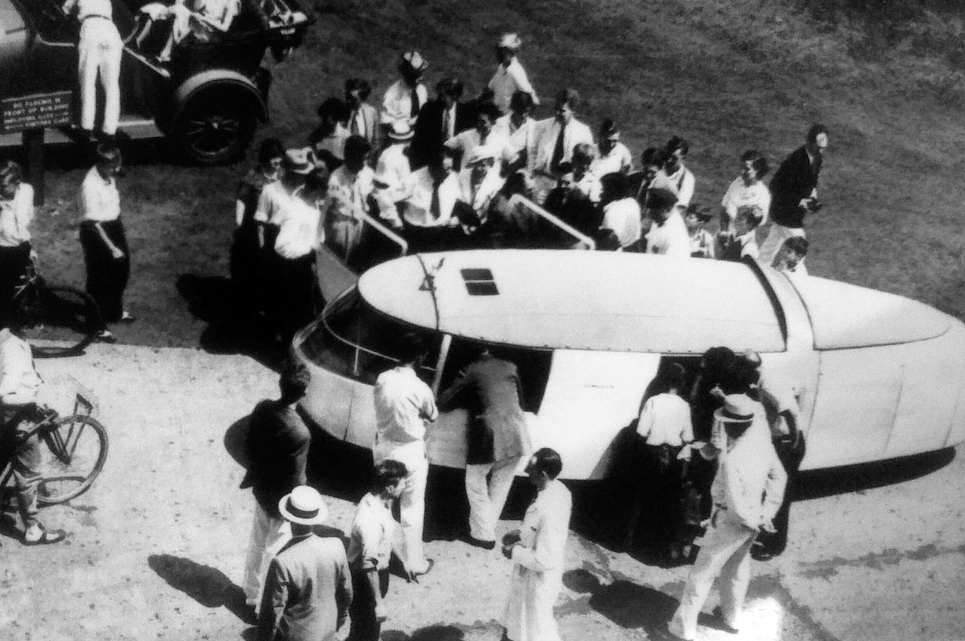
Dymaxion Car

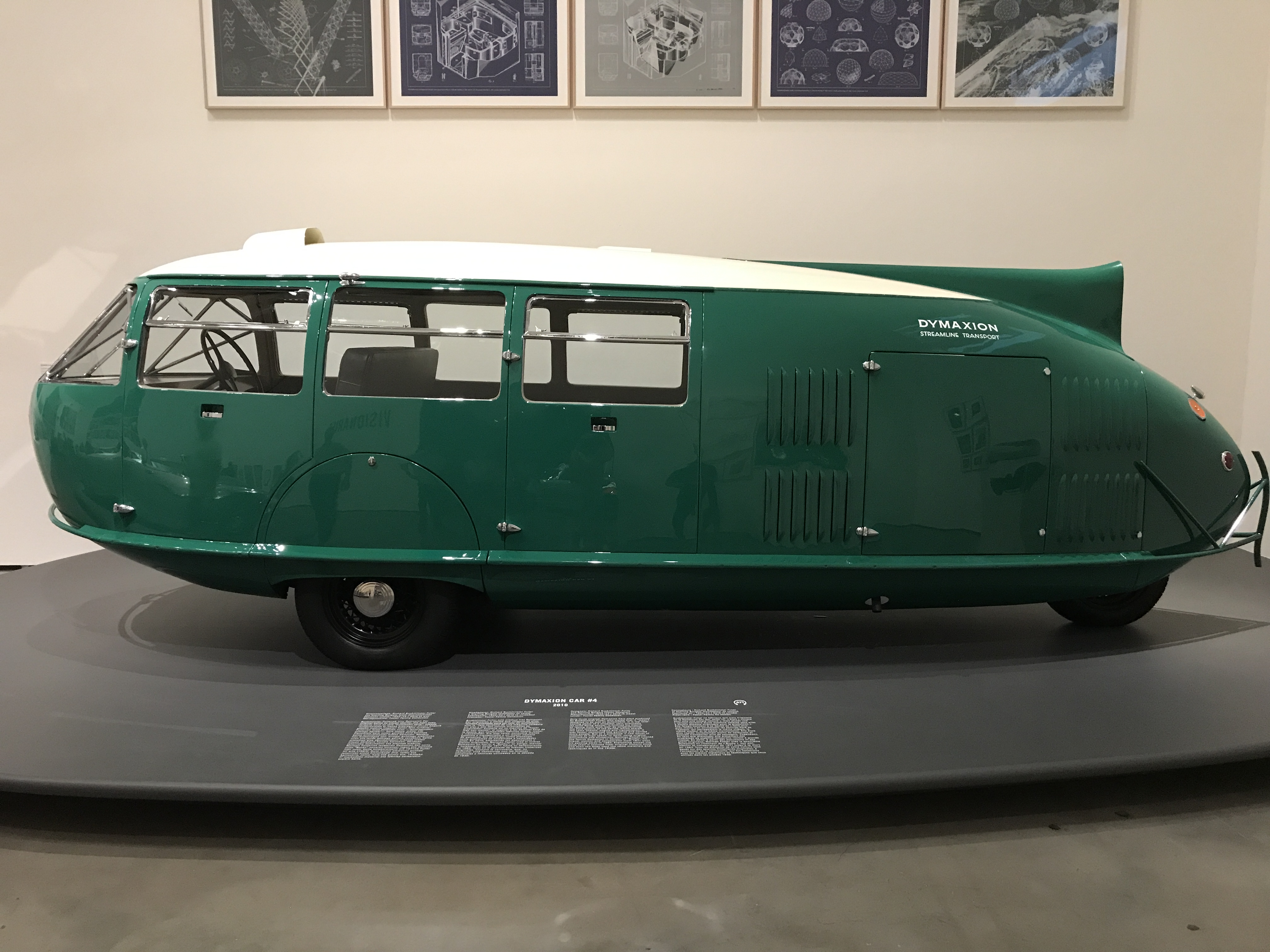
Foto von 2022

Das Dymaxion-Auto war ein 1933 von dem amerikanischen Erfinder und Architekten Richard Buckminster Fuller entworfener Automobilprototyp. Das Wort Dymaxion ist ein Zeichen, das Fuller vielen seiner Erfindungen gab, um zu betonen, dass er sie als Teil eines größeren Projekts betrachtete, das das Ziel hatte, die Lebensbedingungen der Menschen zu verbessern.

## Geschichte
Fuller baute drei Einheiten. Ein Exemplar wurde 1933 bei einem Unfall am Eingang der Chicagoer Weltausstellung zerstört. Der Dymaxion kippte nach einem Zusammenstoß mit einem anderen Fahrzeug um. Der Fahrer starb, die prominenten Fahrgäste, der Brite William Forbes-Sempill und der Franzose Charles Dollfus, wurden schwer verletzt und Fullers Projekt ging in die Geschichte ein.
Das Auto hatte eine Kraftstoffeffizienz von 30 Meilen pro Gallone (rund 7,8 l/100 km), etwas überraschend zu dieser Zeit. Es war ein Dreirad mit gelenktem hinteren Einzelrad, das bis zu elf Passagiere mit Geschwindigkeiten von 120 Meilen pro Stunde (193 km/h) befördern konnte.
Von den drei Fahrzeugen ist nur noch eines erhalten, es steht im National Automobile Museum in Reno im US-Bundesstaat Nevada. 2022 war es im Guggenheim-Museum Bilbao ausgestellt.

## Replikas
Das Foster Dymaxion Replica wurde ab Oktober 2010 gebaut. Initiator war der Architekt Sir Norman Foster, Student von Buckminster Fuller. Fosters Team führte umfangreiche Forschungen durch, um das Interior nachzufertigen, das seinerzeit kaum dokumentiert wurde.
Den Auftrag zur Herstellung des Lane Dymaxion Replica gab das Lane Motor Museum in Nashville, Tennessee. Das Chassis wurde in Pennsylvania und die Karosserie in Tschechien hergestellt. Nach Fahrversuchen mit der Lane Replica bemängelten Autojournalisten im Jahr 2015 die mäßige Stabilität und Kontrollierbarkeit.
Ein weiteres, straßengängiges schwarz lackiertes Exemplar befindet sich im Besitz des Petersen Automotive Museum in Los Angeles und gilt als der unbestrittene Star in dessen Ausstellung „eyes on the road“ 2024. Das Fahrzeug ist als 1933 von Buckminster Fuller gebauter Prototyp 2 ausgewiesen, verfügt über einen 3,6-l-V8 von Ford mit 85 PS und erreicht damit eine Spitzengeschwindigkeit von wahrscheinlich 90 mph (ca. 145 km/h).